# Dolní Bukovsko
Dolní Bukovsko (pronunție în cehă [ˈdolɲiː ˈbukofsko]) este un oraș târg din districtul České Budějovice din regiunea Boemia de Sud a Cehiei. Are o populație de aproximativ 1.700 de locuitori.
Principalul obiectiv turistic din Dolní Bukovsko este Biserica Nașterii Fecioarei Maria, reconstruită în forma sa pseudogotică actuală între 1853–1855.

## Diviziuni administrative
Dolní Bukovsko este alcătuit din diviziuni administrative (populația este între paranteze conform recensământului din 2021):
- Dolní Bukovsko (1.233)
- Bzí (62)
- Horní Bukovsko (97)
- Hvozdno (37)
- Pelejovice (49)
- Popovice (42)
- Radonice (96)
- Sedlíkovice (47)

## Geografie
Dolní Bukovsko se află la aproximativ 22 kilometri (14 mi) nord-est de České Budějovice. Se află la granița dintre Munții Tábor și Bazinul Třeboň. Cel mai înalt punct al comunei se află la 553 metri (1.814 ft) deasupra nivelului mării. Pe teritoriul comunei au fost amenajate mai multe iazuri mici de pește.

## Istorie
Dolní Bukovsko a fost fondat probabil de regele Ottokar al II-lea al Boemiei. Prima mențiune scrisă a lui Dolní Bukovsko datează din anul 1323, când regele Ioan al Boemiei a schimbat așezarea cu alte sate cu Petru I de Rosenberg. Din 1323 până la începutul secolului al XVII-lea, a fost o proprietate a casei de Rosenberg.

## Transporturi
Nu există căi ferate sau drumuri principale care să treacă prin comună.

## Obiective turistice

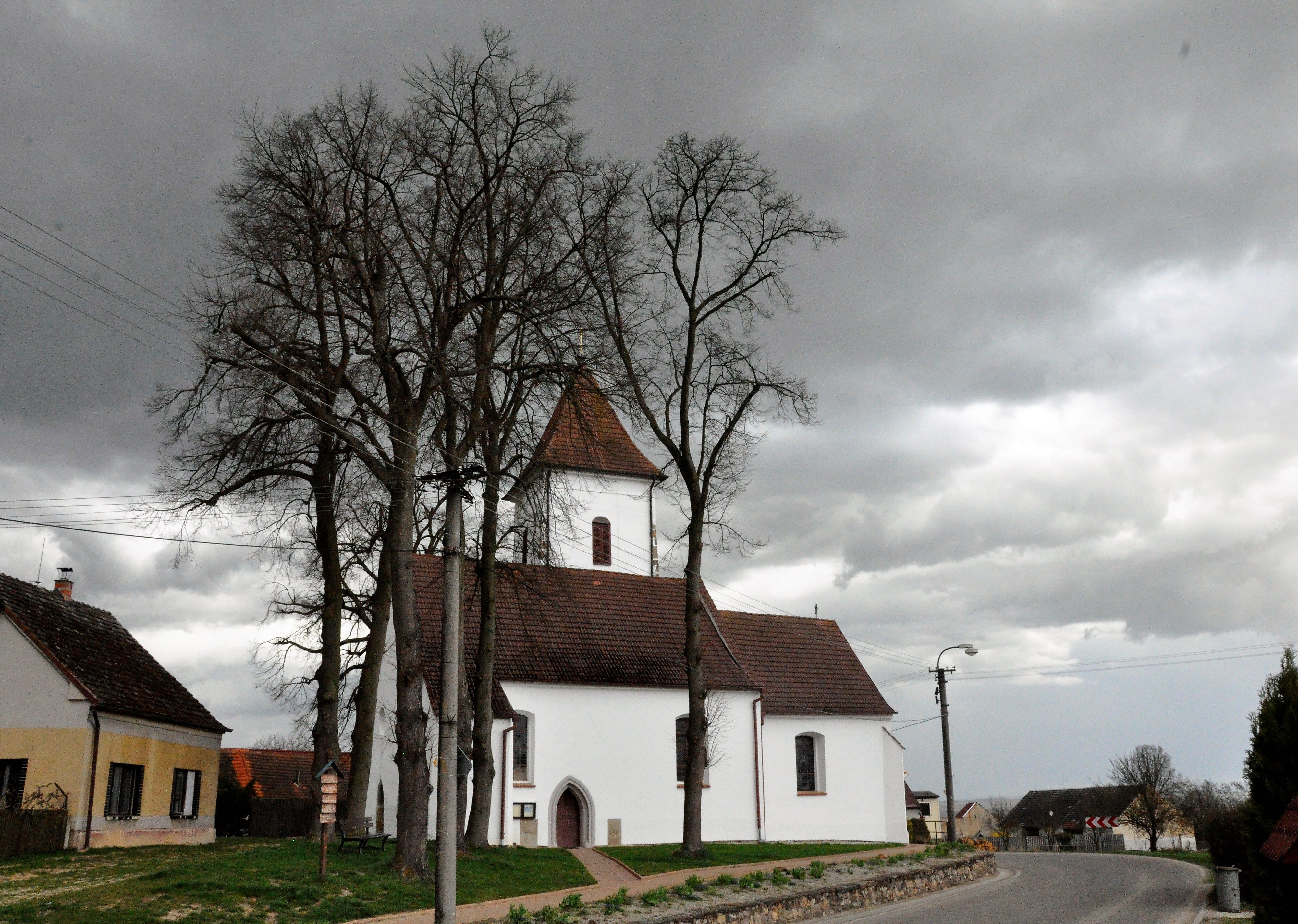
Biserica Sfântul Ștefan

Principalul obiectiv turistic din Dolní Bukovsko este Biserica Nașterii Fecioarei Maria. Inițial o clădire gotică timpurie din secolul al XIII-lea, a fost reconstruită în forma sa pseudogotică actuală între 1853–1855. În interior, s-au păstrat parțial picturi murale gotice valoroase din anii 1360. Lângă biserică se află o mică capelă din secolul al XVIII-lea.
Biserica „Sfântul Ștefan” se găsește în Horní Bukovsko. A fost construită în stil gotic și apoi reconstruită de mai multe ori. În 1670, a fost extinsă și i s-a adăugat un turn. Biserica păstrează unele elemente gotice originale valoroase.

## Orașe înfrățite–orașe gemene
Dolní Bukovsko este înfrățit cu:
- Kallnach⁠(d), Elveția